# Horsethief Canyon
Horsethief Canyon är en kanjon i Kanada.   Den ligger i provinsen Alberta, i den centrala delen av landet, 2 800 km väster om huvudstaden Ottawa. Horsethief Canyon ligger 711 meter över havet.
Terrängen runt Horsethief Canyon är huvudsakligen platt, men den allra närmaste omgivningen är kuperad. Horsethief Canyon ligger nere i en dal. Trakten runt Horsethief Canyon är nära nog obefolkad, med mindre än två invånare per kvadratkilometer.. Närmaste större samhälle är Morrin, 15,2 km norr om Horsethief Canyon.
Trakten runt Horsethief Canyon består till största delen av jordbruksmark.